# Amir Nasser Eftetah
Amir Nas(s)er Eftetah (Nāṣir Iftitāh; * 5. Juni 1935 in Teheran; † 31. Januar 1988 ebenda) war ein iranischer Tombakmeister und -lehrer.
Amir Nasser Eftetah war Schüler von Hossein Tehrani und Houshang Mehrvarzan. Er war selbst ein bedeutender Tombaklehrer, zu dessen Schülern u. a. Bahman Rajabi und Morteza A’yan zählten. Sein Musizierstil wird heute als Eftetah-Stil gelehrt.